# Wereldbeker freestyleskiën 2014/2015
De wereldbeker freestyleskiën 2014/2015 (officieel: FIS World Cup Freestyle skiing) was een competitie voor freestyleskiërs die georganiseerd wordt door de internationale skifederatie FIS. In de wereldbeker waren zowel voor mannen als voor vrouwen zes disciplines opgenomen (halfpipe, slopestyle, ski cross, aerials, moguls en dual moguls). Voor deze disciplines werden ieder afzonderlijk medailles uitgereikt, waarbij dual moguls en moguls als één discipline werden gerekend. Het seizoen begon op 5 december 2014 in het Amerikaanse Copper Mountain en eindigde op 15 maart 2015 in het Franse Megève en het Zwitserse Silvaplana.

## Mannen

### Uitslagen
| Datum | Plaats          | Onderdeel   | Eerste                   | Tweede                 | Derde                 |
| --- | --------------- | ----------- | ------------------------ | ---------------------- | --------------------- |
| 05/12/2014 | Copper Mountain | halfpipe    | David Wise               | Torin Yater-Wallace    | Benoît Valentin       |
| 06/12/2014 | Nakiska         | ski cross   | Thomas Zangerl           | Victor Öhling Norberg  | Armin Niederer        |
| 13/12/2014 | Ruka            | dual moguls | Philippe Marquis         | Sho Endo               | Anthony Benna         |
| 20/12/2014 | Innichen        | ski cross   | Afgelast                 | Afgelast               | Afgelast              |
| 21/12/2014 | Innichen        | ski cross   | Afgelast                 | Afgelast               | Afgelast              |
| 20/12/2014 | Peking          | aerials     | Qi Guangpu               | Pavel Krotov           | Ilja Boerov           |
| 21/12/2014 | Peking          | aerials     | Qi Guangpu               | Zhou Hang              | Mac Bohonnon          |
| 03/01/2015 | Calgary         | moguls      | Mikaël Kingsbury         | Simon Pouliot-Cavanagh | Sho Endo              |
| 08/01/2015 | Deer Valley     | aerials     | Qi Guangpu               | Mac Bohonnon           | Oleksandr Abramenko   |
| 09/01/2015 | Deer Valley     | moguls      | Mikaël Kingsbury         | Matt Graham            | Patrick Deneen        |
| 10/01/2015 | Deer Valley     | dual moguls | Mikaël Kingsbury         | Dylan Walczyk          | Marco Tadé            |
| 09/01/2015 | Val Thorens     | ski cross   | Andreas Schauer          | Jean-Frédéric Chapuis  | Johannes Rohrweck     |
| 10/01/2015 | Val Thorens     | ski cross   | Marc Bischofberger       | Jonathan Midol         | Brady Leman           |
| 14 tot en met 25 januari 2015: Wereldkampioenschappen freestyleskiën 2015 in Kreischberg (telt niet mee voor wereldbeker) |                 |             |                          |                        |                       |
| 29/01/2015 | Lake Placid     | moguls      | Mikaël Kingsbury         | Aleksandr Smysjljajev  | Marc-Antoine Gagnon   |
| 30/01/2015 | Lake Placid     | aerials     | Mac Bohonnon             | Zhou Hang              | Qi Guangpu            |
| 31/01/2015 | Lake Placid     | aerials     | Zhou Hang                | Qi Guangpu             | Ilja Boerov           |
| 06/02/2015 | Arosa           | skicross    | Victor Öhling Norberg    | Sergej Ridzik          | Bastien Midol         |
| 07/02/2015 | Arosa           | skicross    | Victor Öhling Norberg    | Sergej Ridzik          | Daniel Bohnacker      |
| 07/02/2015 | Val Saint-Côme  | moguls      | Mikaël Kingsbury         | Matt Graham            | Aleksandr Smysjljajev |
| 14/02/2015 | Åre             | ski cross   | Victor Öhling Norberg    | Jean-Frédéric Chapuis  | Michael Forslund      |
| 15/02/2015 | Åre             | ski cross   | Jean-Frédéric Chapuis    | Alex Fiva              | Paul Eckert           |
| 21/02/2015 | Moskou          | aerials     | Mac Bohonnon             | Ilja Boerov            | Maksim Goestik        |
| 21/02/2015 | Tegernsee       | ski cross   | Jean-Frédéric Chapuis    | Daniel Bohnacker       | Victor Öhling Norberg |
| 22/02/2015 | Tegernsee       | ski cross   | Jean-Frédéric Chapuis    | Filip Flisar           | Viktor Andersson      |
| 27/02/2015 | Park City       | slopestyle  | Joss Christensen         | McRae Williams         | Gus Kenworthy         |
| 28/02/2015 | Park City       | halfpipe    | Gus Kenworthy            | Kevin Rolland          | David Wise            |
| 28/02/2015 | Tazawako        | moguls      | Mikaël Kingsbury         | Jeremy Cota            | Aleksandr Smysjljajev |
| 01/03/2015 | Tazawako        | dual moguls | Mikaël Kingsbury         | Matt Graham            | Philippe Marquis      |
| 01/03/2015 | Minsk           | aerials     | Oleksandr Abramenko      | Mac Bohonnon           | Denis Osipau          |
| 06/03/2015 | Squaw Valley    | ski cross   | Afgelast                 | Afgelast               | Afgelast              |
| 12/03/2015 | Tignes          | halpipe     | Mike Riddle              | David Wise             | Alex Ferreira         |
| 13/03/2015 | Megève          | ski cross   | Sylvain Miaillier        | Bastien Midol          | Jean-Frédéric Chapuis |
| 14/03/2015 | Megève          | ski cross   | Jean-Frédéric Chapuis    | Brady Leman            | Paul Eckert           |
| 15/03/2015 | Megève          | dual moguls | Anthony Benna            | Thomas Rowley          | Aleksandr Smysjljajev |
| 14/03/2015 | Silvaplana      | slopestyle  | Felix Stridsberg-Usterud | Andri Ragettli         | Luca Schuler          |

### Eindstanden
| Algemeen | Algemeen              | Algemeen | Algemeen |
| #        | Naam                  | Land     | Punten   |
| -------- | --------------------- | -------- | -------- |
| 1        | Mikaël Kingsbury      | CAN      | 85       |
| 2        | Mac Bohonnon          | USA      | 70       |
| 3        | Jean-Frédéric Chapuis | FRA      | 68       |
| 4        | Qi Guangpu            | CHN      | 63       |
| 5        | Victor Öhling Norberg | SWE      | 50       |
| 6        | David Wise            | USA      | 48       |
| 7        | Aleksandr Smysjljajev | RUS      | 48       |
| 8        | Philippe Marquis      | CAN      | 47       |
| 9        | Gus Kenworthy         | USA      | 47       |
| 10       | Zhou Hang             | CHN      | 46       |

| Skicross | Skicross              | Skicross | Skicross |
| #        | Naam                  | Land     | Punten   |
| -------- | --------------------- | -------- | -------- |
| 1        | Jean-Frédéric Chapuis | FRA      | 747      |
| 2        | Victor Öhling Norberg | SWE      | 553      |
| 3        | Bastien Midol         | FRA      | 375      |
| 4        | Paul Eckert           | GER      | 365      |
| 5        | Sylvain Miaillier     | FRA      | 347      |
| 6        | Brady Leman           | CAN      | 342      |
| 7        | Daniel Bohnacker      | GER      | 325      |
| 8        | Andreas Schauer       | GER      | 297      |
| 9        | Thomas Zangerl        | AUT      | 285      |
| 10       | Sergej Ridzik         | RUS      | 275      |

| Aerials | Aerials             | Aerials | Aerials |
| #       | Naam                | Land    | Punten  |
| ------- | ------------------- | ------- | ------- |
| 1       | Mac Bohonnon        | USA     | 491     |
| 2       | Qi Guangpu          | CHN     | 440     |
| 3       | Zhou Hang           | CHN     | 323     |
| 4       | Ilja Boerov         | RUS     | 322     |
| 5       | Pavel Krotov        | RUS     | 252     |
| 6       | Oleksandr Abramenko | UKR     | 222     |
| 7       | Denis Osipau        | BLR     | 203     |
| 8       | Maksim Goestik      | BLR     | 198     |
| 9       | Olivier Rochon      | CAN     | 190     |
| 10      | Jonathon Lillis     | USA     | 186     |

| Halfpipe | Halfpipe            | Halfpipe | Halfpipe |
| #        | Naam                | Land     | Punten   |
| -------- | ------------------- | -------- | -------- |
| 1        | David Wise          | USA      | 240      |
| 2        | Gus Kenworthy       | USA      | 176      |
| 3        | Kevin Rolland       | FRA      | 175      |
| 4        | Benoît Valentin     | FRA      | 150      |
| 5        | Alex Ferreira       | USA      | 139      |
| 6        | Mike Riddle         | CAN      | 126      |
| 7        | Torin Yater-Wallace | USA      | 112      |
| 8        | Kyle Smaine         | USA      | 91       |
| 9        | Thomas Krief        | FRA      | 82       |
| 10       | Simon D'Artois      | CAN      | 66       |

| Moguls | Moguls                 | Moguls | Moguls |
| #      | Naam                   | Land   | Punten |
| ------ | ---------------------- | ------ | ------ |
| 1      | Mikaël Kingsbury       | CAN    | 761    |
| 2      | Aleksandr Smysjljajev  | RUS    | 430    |
| 3      | Philippe Marquis       | CAN    | 426    |
| 4      | Anthony Benna          | FRA    | 347    |
| 5      | Matt Graham            | AUS    | 347    |
| 6      | Simon Pouliot-Cavanagh | CAN    | 308    |
| 7      | Jeremy Cota            | USA    | 294    |
| 8      | Marc-Antoine Gagnon    | CAN    | 290    |
| 9      | Thomas Rowley          | USA    | 240    |
| 10     | Bryon Wilson           | USA    | 234    |

| Slopestyle | Slopestyle               | Slopestyle | Slopestyle |
| #          | Naam                     | Land       | Punten     |
| ---------- | ------------------------ | ---------- | ---------- |
| 1          | Felix Stridsberg-Usterud | NOR        | 129        |
| 2          | Joss Christensen         | USA        | 106        |
| 3          | Andri Ragettli           | SUI        | 86         |
| 4          | McRae Williams           | USA        | 80         |
| 5          | Luca Schuler             | SUI        | 71         |
| 6          | Sami Sakkinen            | FIN        | 62         |
| 6          | Jesper Tjäder            | SWE        | 62         |
| 8          | Gus Kenworthy            | USA        | 60         |
| 9          | Matthew Walker           | USA        | 59         |
| 10         | Jonas Hunziker           | SUI        | 49         |

## Vrouwen

### Uitslagen
| Datum | Plaats          | Onderdeel   | Eerste                     | Tweede                  | Derde                      |
| --- | --------------- | ----------- | -------------------------- | ----------------------- | -------------------------- |
| 05/12/2014 | Copper Mountain | halfpipe    | Janina Kuzma               | Devin Logan             | Ayana Onozuka              |
| 06/12/2014 | Nakiska         | ski cross   | Marielle Thompson          | Georgia Simmerling      | Fanny Smith                |
| 13/12/2014 | Ruka            | dual moguls | Joelia Galysjeva           | Chloé Dufour-Lapointe   | Hannah Kearney             |
| 20/12/2014 | Innichen        | ski cross   | Afgelast                   | Afgelast                | Afgelast                   |
| 21/12/2014 | Innichen        | ski cross   | Afgelast                   | Afgelast                | Afgelast                   |
| 20/12/2014 | Peking          | aerials     | Xu Mengtao                 | Danielle Scott          | Kiley McKinnon             |
| 21/12/2014 | Peking          | aerials     | Xu Mengtao                 | Kiley McKinnon          | Kong Fanyu                 |
| 03/01/2015 | Calgary         | moguls      | Hannah Kearney             | Chloé Dufour-Lapointe   | Justine Dufour-Lapointe    |
| 08/01/2015 | Deer Valley     | aerials     | Ashley Caldwell            | Kiley McKinnon          | Shen Xiaoxue               |
| 09/01/2015 | Deer Valley     | moguls      | K.C. Oakley                | Justine Dufour-Lapointe | Chloé Dufour-Lapointe      |
| 10/01/2015 | Deer Valley     | dual moguls | Justine Dufour-Lapointe    | Hannah Kearney          | Britteny Cox               |
| 09/01/2015 | Val Thorens     | ski cross   | Marielle Thompson          | Georgia Simmerling      | Alizée Baron               |
| 10/01/2015 | Val Thorens     | ski cross   | Marielle Thompson          | Anna Holmlund           | Ophélie David              |
| 14 tot en met 25 januari 2015: Wereldkampioenschappen freestyleskiën 2015 in Kreischberg (telt niet mee voor wereldbeker) |                 |             |                            |                         |                            |
| 29/01/2015 | Lake Placid     | moguls      | Justine Dufour-Lapointe    | Hannah Kearney          | Andi Naude                 |
| 30/01/2015 | Lake Placid     | aerials     | Aleksandra Ramanoeskaja    | Veronika Korsoenova     | Melissa Corbo              |
| 31/01/2015 | Lake Placid     | aerials     | Renee McElduff             | Veronika Korsoenova     | Hanna Hoeskova             |
| 06/02/2015 | Arosa           | skicross    | Fanny Smith                | Anna Holmlund           | Ophélie David              |
| 07/02/2015 | Arosa           | skicross    | Fanny Smith                | Anna Holmlund           | Sofia Smirnova             |
| 07/02/2015 | Val Saint-Côme  | moguls      | Hannah Kearney             | Chloé Dufour-Lapointe   | Audrey Robichaud           |
| 14/02/2015 | Åre             | ski cross   | Alizée Baron               | Katrin Ofner            | Andrea Limbacher           |
| 15/02/2015 | Åre             | ski cross   | Anna Holmlund              | Andrea Zemanová         | Andrea Limbacher           |
| 21/02/2015 | Moskou          | aerials     | Danielle Scott             | Ashley Caldwell         | Kiley McKinnon             |
| 21/02/2015 | Tegernsee       | ski cross   | Fanny Smith                | Alizée Baron            | Anna Holmlund              |
| 22/02/2015 | Tegernsee       | ski cross   | Anna Holmlund              | Andrea Limbacher        | Ophélie David              |
| 27/02/2015 | Park City       | slopestyle  | Emma Dahlström             | Devin Logan             | Tiril Sjåstad Christiansen |
| 28/02/2015 | Park City       | halfpipe    | Ayana Onozuka              | Sabrina Cakmakli        | Janina Kuzma               |
| 28/02/2015 | Tazawako        | moguls      | Hannah Kearney             | Junko Hoshino           | Audrey Robichaud           |
| 01/03/2015 | Tazawako        | dual moguls | Morgan Schild              | Satsuki Ito             | Hannah Kearney             |
| 01/03/2015 | Minsk           | aerials     | Ashley Caldwell            | Kiley McKinnon          | Veronika Korsoenova        |
| 06/03/2015 | Squaw Valley    | ski cross   | Afgelast                   | Afgelast                | Afgelast                   |
| 12/03/2015 | Tignes          | halpipe     | Cassie Sharpe              | Ayana Onozuka           | Brita Sigourney            |
| 13/03/2015 | Megève          | ski cross   | Anna Holmlund              | Katrin Ofner            | Marte Høie Gjefsen         |
| 14/03/2015 | Megève          | ski cross   | Anna Holmlund              | Andrea Limbacher        | Ophélie David              |
| 15/03/2015 | Megève          | dual moguls | Hannah Kearney             | Chloé Dufour-Lapointe   | Justine Dufour-Lapointe    |
| 14/03/2015 | Silvaplana      | slopestyle  | Tiril Sjåstad Christiansen | Emma Dahlstrom          | Johanne Killi              |

### Eindstanden
| Algemeen | Algemeen                | Algemeen | Algemeen |
| #        | Naam                    | Land     | Punten   |
| -------- | ----------------------- | -------- | -------- |
| 1        | Hannah Kearney          | USA      | 76       |
| 2        | Anna Holmlund           | SWE      | 74       |
| 3        | Kiley McKinnon          | USA      | 58       |
| 4        | Justine Dufour-Lapointe | CAN      | 56       |
| 5        | Chloé Dufour-Lapointe   | CAN      | 55       |
| 6        | Devin Logan             | USA      | 53       |
| 7        | Alizée Baron            | FRA      | 52       |
| 8        | Fanny Smith             | SUI      | 49       |
| 9        | Ayana Onozuka           | JPN      | 48       |
| 10       | Ophélie David           | FRA      | 48       |

| Skicross | Skicross                  | Skicross | Skicross |
| #        | Naam                      | Land     | Punten   |
| -------- | ------------------------- | -------- | -------- |
| 1        | Anna Holmlund             | SWE      | 815      |
| 2        | Alizée Baron              | FRA      | 573      |
| 3        | Fanny Smith               | SUI      | 539      |
| 4        | Ophélie David             | FRA      | 528      |
| 5        | Katrin Ofner              | AUT      | 418      |
| 6        | Andrea Limbacher          | AUT      | 417      |
| 7        | Marte Høie Gjefsen        | NOR      | 356      |
| 8        | Marielle Thompson         | CAN      | 300      |
| 9        | Sofia Smirnova            | RUS      | 293      |
| 10       | Karolina Riemen-Zerebecka | POL      | 279      |

| Aerials | Aerials                 | Aerials | Aerials |
| #       | Naam                    | Land    | Punten  |
| ------- | ----------------------- | ------- | ------- |
| 1       | Kiley McKinnon          | USA     | 407     |
| 2       | Ashley Caldwell         | USA     | 324     |
| 3       | Danielle Scott          | AUS     | 296     |
| 4       | Veronika Korsoenova     | RUS     | 277     |
| 5       | Hanna Hoeskova          | BLR     | 256     |
| 6       | Xu Mengtao              | CHN     | 249     |
| 7       | Renee McElduff          | AUS     | 237     |
| 8       | Laura Peel              | AUS     | 215     |
| 9       | Aleksandra Ramanoeskaja | BLR     | 198     |
| 10      | Kong Fanyu              | CHN     | 180     |

| Halfpipe | Halfpipe          | Halfpipe | Halfpipe |
| #        | Naam              | Land     | Punten   |
| -------- | ----------------- | -------- | -------- |
| 1        | Ayana Onozuka     | JPN      | 240      |
| 2        | Janina Kuzma      | NZL      | 200      |
| 3        | Devin Logan       | USA      | 175      |
| 4        | Cassie Sharpe     | CAN      | 145      |
| 5        | Sabrina Cakmakli  | GER      | 116      |
| 6        | Marie Martinod    | FRA      | 105      |
| 7        | Annalisa Drew     | USA      | 98       |
| 8        | Brita Sigourney   | USA      | 92       |
| 9        | Keltie Hansen     | CAN      | 91       |
| 10       | Jamie Crane-Mauzy | USA      | 61       |

| Moguls | Moguls                  | Moguls | Moguls |
| #      | Naam                    | Land   | Punten |
| ------ | ----------------------- | ------ | ------ |
| 1      | Hannah Kearney          | USA    | 686    |
| 2      | Chloé Dufour-Lapointe   | CAN    | 501    |
| 3      | Justine Dufour-Lapointe | CAN    | 493    |
| 4      | Audrey Robichaud        | CAN    | 366    |
| 5      | Andi Naude              | CAN    | 327    |
| 6      | Maxime Dufour-Lapointe  | CAN    | 303    |
| 7      | Deborah Scanzio         | SUI    | 294    |
| 8      | Nikola Sudová           | CZE    | 283    |
| 9      | K.C. Oakley             | USA    | 280    |
| 10     | Junko Hoshino           | JPN    | 256    |

| Slopestyle | Slopestyle                 | Slopestyle | Slopestyle |
| #          | Naam                       | Land       | Punten     |
| ---------- | -------------------------- | ---------- | ---------- |
| 1          | Emma Dahlstrom             | SWE        | 180        |
| 2          | Tiril Sjåstad Christiansen | NOR        | 160        |
| 3          | Johanne Killi              | NOR        | 100        |
| 4          | Giulia Tanno               | SUI        | 95         |
| 5          | Devin Logan                | USA        | 92         |
| 6          | Isabel Atkin               | GBR        | 68         |
| 7          | Silvia Bertagna            | ITA        | 57         |
| 8          | Emilia Wint                | USA        | 54         |
| 9          | Anouk Purnelle-Faniel      | CAN        | 50         |
| 10         | Coline Ballet Baz          | FRA        | 49         |